# Берроуз, Чарльз
Чарльз Линдсей Берроуз (англ. Charles Lindsay Burroughs; 3 декабря 1876, Вашингтон, Айова — 23 ноября 1902, Париж) — американский легкоатлет, выступавший в беге на короткие дистанции. Участник летних Олимпийских игр 1900 года.

## Биография
Чарльз Берроуз родился 3 декабря 1876 года в американском округе Вашингтон в штате Айова.
Учился в Чикагском университете. Выступал в легкоатлетических соревнованиях за его команду «Чикаго Марунз».
Окончил вуз в 1899 году, получив стипендию для обучения в аспирантуре Пенсильванского университета.
В 1898 году, выступая за Чикагскую легкоатлетическую ассоциацию в матче против Нью-Йоркского легкоатлетического клуба, пробежал 100 ярдов с результатом 9,8 секунды. Несмотря на то что этот результат превышал мировой рекорд, обстоятельства выступления не вполне известны, и результат обычно не засчитывается.
Трижды выигрывал бег на 100 и 200 ярдов на чемпионате Западной любительской легкоатлетической ассоциации.
В 1900 году вошёл в состав сборной США на летних Олимпийских играх в Париже. В беге на 100 метров выиграл четвертьфинал с результатом 11,4 секунды, занял 3-е место в полуфинале, но выбыл в дополнительном раунде за право выйти в финал.
Учился в Париже.
Умер 24 ноября 1902 года в Париже от тифа после нескольких дней болезни.

## Личные рекорды
- Бег на 100 ярдов — 9,8 (1898)[1]
- Бег на 200 ярдов — 22,0 (1898)[1]